# Torres Alto Palermo
Las Torres Alto Palermo son un conjunto de dos edificios residenciales construidos durante la década de 1990 en el barrio que se conoció desde ese momento como Alto Palermo, gracias a la apertura del shopping homónimo. Una de las torres se llama Alto Palermo Plaza, y la otra Alto Palermo Park.

## Historia
Con la inauguración del centro comercial Alto Palermo en los terrenos que históricamente ocupaba la fábrica de cerveza Palermo, el 17 de octubre de 1990, se formó en la zona un polo comercial que produjo exitosos emprendimientos inmobiliarios.
El mismo grupo Alto Palermo S.A., que construyó el centro comercial, comenzó en 1992 la construcción de un conjunto de torres de gran altura y de primer nivel, que se transformaron en el ícono de la zona. Fueron emplazadas en un terreno de 6100 m² frente al Parque Las Heras, que alguna vez había sido ocupado por la Penitenciaría Nacional (demolida en 1962).
Para proyectar las torres gemelas, que se transformarían en representativas del desarrollo pujante de la zona, se convocaron a los estudios de José Antonio Urgell, Enrique Fazio y Asociados; de Augusto Penedo y Asociados y de Flora Manteola, Ignacio Petchersky, Javier Sánchez Gómez, Josefa Santos, y Justo Solsona
Las obras de la primera torre comenzaron en 1993 y concluyeron en 1995, mientras la segunda torre se entregó a sus ocupantes en 1997.

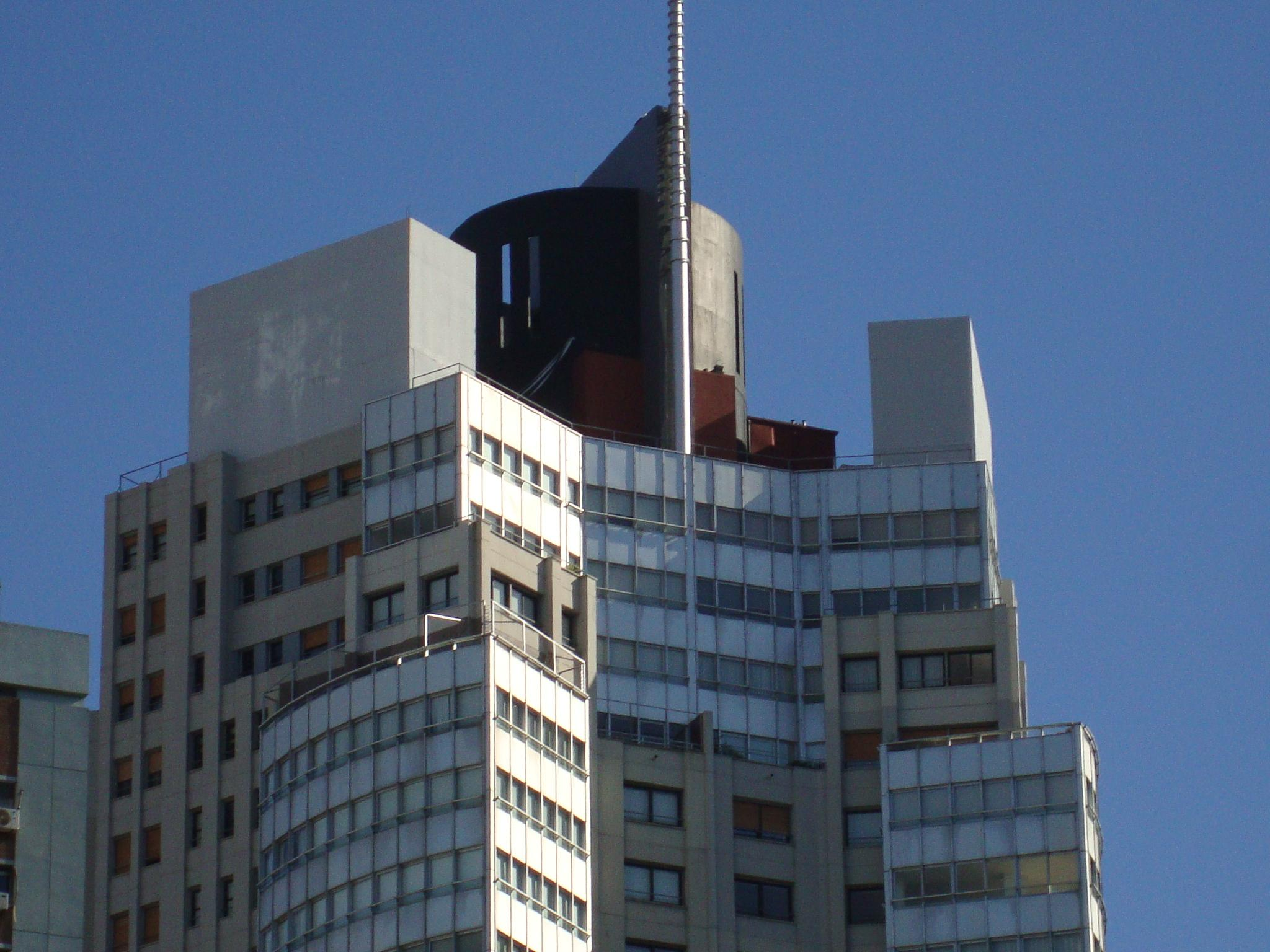
El remate de las torres

## Descripción
Aunque el aspecto de las torres es idéntico a simple vista, la distribución de los departamentos es distinta entre ellas. Ambas tienen un gran hall en la planta baja y 34 pisos de departamentos, pero una consta de 68 semipisos, y la otra de 136 unidades (4 por piso). Además posee dos subsuelos utilizado como garaje de vehículos y como almacenamiento para cada unidad individual de departamento.
El complejo incluye jardines, una piscina externa y climatizada con adyacente área infantil de juegos, un solárium, canchas cubiertas de pádel y squash, un salón de fiestas en cada torre, un salón juvenil en la Torre Palermo Plaza y un salón de juegos infantiles en la Torre Palermo Park, y dos gimnasios, en común para ambas torres. Además, al frente de sus entradas principales, por la calle Juncal, posee estacionamiento temporal de vehículos que sirven en común a ambas torres. 
Las torres tienen una iluminación nocturna diseñada por el norteamericano Theo Kondos.